# Tatort: Dinge, die noch zu tun sind
Dinge, die noch zu tun sind ist ein Fernsehfilm der Tatort-Krimireihe. Der von Wiedemann & Berg Television für den RBB produzierte Beitrag wurde am 18. November 2012 im Ersten Programm der ARD erstmals ausgestrahlt. Für den Berliner Kriminalhauptkommissar Till Ritter, dargestellt von Dominic Raacke, handelt es sich um seinen 33. Fall, für seinen Kollegen Kriminalhauptkommissar Felix Stark (Boris Aljinovic) um seinen 27. Fall.

## Handlung
Christoph Gerhard, ein arbeitsloser Chemiker, der sich als Hersteller einer synthetischen Droge namens „Heaven“ verdingt, stirbt in seiner Berliner Wohnung an einer Überdosis. Seine Leiche wird schnell gefunden, denn kurz vor seinem Tod hatte er noch mit der Notrufzentrale telefoniert. Da Gerhards Computer mit der Formel für die Designerdroge, die als Haarfärbemittel über das Internet weiterhin vertrieben wird, verschwunden ist, gehen die Beamten von Mord aus. Den Kommissaren Ritter und Stark steht bei ihren Ermittlungen die Drogenfahnderin Melissa Mainhard zur Seite. Mainhard ist alleinerziehende Mutter von zwei Töchtern. Noe, ihre jüngere Tochter, ist fürsorglich und vernünftig, die ältere Anny dagegen droht durch ihren Freund, den jungen Dealer Tom Hartmann, ins Drogenmilieu abzurutschen. Nach einem Schwächeanfall im Polizeipräsidium wird Mainhard von Ritter nach Hause gebracht. Weder ihre Kollegen noch ihre Töchter wissen, dass sie todkrank ist. Sie hat Krebs im Endstadium und ihre Morphiumpflaster helfen ihr nur noch bedingt. Ein letztes Mal will sie mit ihren Töchtern in den Urlaub fahren. Doch zunächst muss sie noch einige Dinge erledigen, die sie auf einem Zettel notiert hat.
Ritter und Stark nehmen schließlich Tom Hartmann fest, der zuletzt am Tatort gesehen wurde. Beim anschließenden Verhör beteuert Tom, dass Gerhard bereits unter Drogen gestanden habe, als er bei ihm gewesen sei, um Nachschub für seine Kundschaft zu holen; Tom hatte auch noch den Notruf gewählt. Als herauskommt, dass Tom Annys Freund ist, will Mainhard wegen Befangenheit nicht länger im Mordfall ermitteln. Tom, der nach seinem Verhör aus der Untersuchungshaft entlassen wird, will nun mit Anny ins Ausland fliehen, doch kehrt diese zur Erleichterung ihrer Mutter lieber nach Hause zurück. Als auch der Drogenkurier Kaminski wie Gerhard nach einer Überdosis tot aufgefunden wird, gerät Tom erneut unter Verdacht; er wird bald darauf an einer Autobahnraststätte aufgegriffen. Nachts geht Mainhard mit Noe und Anny ins Freibad. Als sie dort vor Schmerzen fast ertrinkt, erfahren ihre Töchter, dass sie Krebs hat.
Bei seinem zweiten Verhör gibt Tom zu, Gerhards Computer gestohlen und die Rezeptur von „Heaven“ verkauft zu haben. Der Käufer sei Heiner Schädlich gewesen, bei dem es sich um den Anwalt von Gerhards Geschäftspartner Dirk Regler handelt. Tom, der für Ritter und Stark nicht länger als Mörder in Frage kommt, wird unter Zeugenschutz gestellt. Doch nur kurze Zeit später wird er mit einer Überdosis ins Krankenhaus eingeliefert. Unterdessen erhalten Ritter und Stark eine Audiodatei von Gerhards Notruf bei der Polizei. Als sich die Kommissare die Datei unterwegs anhören, erkennt Stark Melissa Mainhards Handy-Klingelton wieder.
Mainhard, die schon seit langem gewusst hatte, dass Tom Annys Freund ist, verabreichte Gerhard, Kaminski und Tom je eine Überdosis, um ihre Töchter vor dem Drogenmilieu zu schützen – ehe sie an Krebs stirbt. Nun will sie auch Heiner Schädlich, den neuen Drahtzieher des Drogenhandels, zur Strecke bringen. Zu diesem Zweck gibt sie sich als Wachmann aus und verschafft sich so Zutritt zu Schädlichs Kanzlei. Dort wird sie jedoch von Ritter und Stark festgenommen. Stark, dem nicht entgangen ist, dass sich Ritter während der Ermittlungen in Mainhard verliebt hat, schlägt jedoch vor, Mainhard für ihre Taten nicht zur Verantwortung zu ziehen. Die wenigen Wochen, die sie noch zu leben hat, soll sie mit ihren Töchtern verbringen. Ehe Mainhard mit ihren Töchtern in den lange geplanten Urlaub fährt, streicht sie den letzten Vermerk auf ihrer Liste. Kurz nachdem sie mit Noe und Anny das Haus verlassen hat, ruft Kollege Weber bei Ritter an: Schädlich ist in seinem Haus an einer Überdosis gestorben.

## Hintergrund
Dinge, die noch zu tun sind, eine Produktion der Wiedemann & Berg Filmproduktion im Auftrag des RBB und der Degeto Film, entstand als Tatort-Beitrag der ARD-Themenwoche „Leben mit dem Tod“, die sich vom 17. bis zum 23. November 2012 erstreckte. Die Idee zum Film steuerte Natja Brunckhorst bei, die 1981 die Rolle der drogenabhängigen Christiane F. in Bernd Eichingers Christiane F. – Wir Kinder vom Bahnhof Zoo gespielt hatte. Die Dreharbeiten fanden vom 12. Juni bis zum 11. Juli 2012 in Berlin statt.
Bei der Erstausstrahlung am 18. November 2012 im Ersten lag die Einschaltquote bei 8,41 Millionen Zuschauern, was einem Marktanteil von 22 % entsprach. In der werberelevanten Zielgruppe der 14- bis 49-jährigen Zuschauer konnten 2,98 Millionen Zuschauer und ein Marktanteil von 18,6 % erreicht werden. In Österreich wurden 545.000 Zuschauer und 16 % Marktanteil erzielt.
Die von Uta Maria Torp gesprochene Audiodeskription des Films wurde 2013 für den deutschen Hörfilmpreis in der Kategorie Fernsehen nominiert.

## Kritiken
Für Bettina Schulte von der Badischen Zeitung war Dinge, die noch zu tun sind eine „brillant gespielte und großartig gefilmte Mischung aus Milieustudie und psychologischem Kammerspiel – auf Kosten jeder kriminalistischen und rechtsstaatlichen Logik.“ Auch Holger Gertz von der Süddeutschen Zeitung zufolge sei der Film „[s]ehr fein gespielt“. Es gebe „[k]ein klamaukiges Ende“, stattdessen jedoch noch einen Mord und „viele Fragen“. Auf die Frage, ob ein Tatort das dürfe, meinte Gertz: „Aber ja.“
„Ein eindringliches Alltagspsychogramm und ein verdammt guter Krimi aus der Berliner Synthetikdrogenszene“, lobte auch Swantje Karich von der Frankfurter Allgemeinen Zeitung. Sophie Albers vom Stern bezeichnete den Tatort-Beitrag dagegen als „affektiert[e] Wer-war’s-denn-nun-Nummer“, in der „[a]lle glauben, sie hätten [die Coolness] gepachtet“. Einzig die Figur der Drogenfahnderin Melissa Mainhard, die „wunderbar entspannt“ von Ina Weisse dargestellt worden sei und „mit ihrem Cate-Blanchett-Gesicht vor allem Kommissar Till Ritter […] wuschig macht“, könne dabei überzeugen. „Doch eine Schauspielerin reicht nicht, um gegen so viel darstellerisches Geholze, ein Fest an Klischees und unmotivierte Wackelbilder anzuspielen“, so Albers.
TV Spielfilm meinte, dass zum Ende des Films „ein vielstimmiges ‚Wie bitte??‘ aus deutschen TV-Stuben schallen“ dürfte, aber „unterhaltsam“ sei der Krimi trotzdem – zumal die „Kommissare über sich und alle Dienstvorschriften [hinauswachsen]“. Es sei zwar eine „[k]rause Geschichte“, diese sei jedoch „spannend erzählt“. Detlef Hartlap von Prisma fand, dass die „Faszination dieser Folge […] von Ina Weisse und Leonard Carow [ausgeht]“. „Letzterer spielt wie der nächste Schweighöfer“, so Hartlap.